# 蔣黼
蔣黼（1866年—1911年），字覲扆，號伯斧，江蘇蘇州府吳縣人，清朝末年學者、官員。

## 生平
蔣黼來自蘇州婁關蔣氏家族，為蔣燦裔孫。玄祖蔣重光，高祖蔣曾榮，曾祖蔣元甄，本生祖蔣錫寶。父蔣清翊（字敬臣，1840-1892）出嗣叔父蔣錫璜，為浙江武義縣知縣，著有《王子安集註》、《緯學源流興廢攷》、《任彥升集註》等書。母為錢寶琛女錢勝(1841-1909)。
蔣黼為蔣清翊長子，吳縣附貢生。光緒十八年（1892年）丁父憂，在家服孝侍母。二十二年至二十三年間（1896年-1897年）與羅振玉、汪康年等發起創辦上海農學會（又名務農會），二十三年四月與農學會同人創刊《農學報》。後曾入幕襄助岑春煊、端方等，又受榮慶招募以二等諮議官入學部，宣統三年（1911年）卒於京邸。蔣黼藏書與著述豐富，包括藏有《唐韻》殘卷一冊，輯有《沙州文錄》、《老子化胡經殘卷》、《摩尼經殘卷》，著有記載與張謇等參訪1903年大阪博覽會的《東遊日記》，及《中國教育史資料》十卷等書。

## 家庭
夫人為監生陳廷瑛女；繼妻為監生程大炳女；側室孫氏。兩夫人無出，以弟蔣克家長子蔣慰祖（字柏森，1910-？，為台灣高等檢察署首任長官）為嗣，側室孫氏出一女（十歲早逝）。